# Калиник I Родоски
Калиник (на гръцки: Καλλίνικος, Калиникос) е гръцки духовник, митрополит на Цариградската патриаршия.

## Биография
Роден е в южномакедонския град Бер, на гръцки Верия, и затова носи прякора Вериеос (Βερροιαίος), тоест Берчанин. На 22 декември 1758 година е ръкоположен за митрополит на Родоската епархия. Остава на поста до смъртта си на 28 септември 1792 година.